# Prix du second rôle
Il Prix du second rôle è un ex premio del Festival di Cannes. Solo per tre edizioni, dal 1979 al 1981 è stato assegnato il premio aggiuntivo alla migliore interpretazione secondaria, sia in campo maschile che in quello femminile tra quelle presenti nei film in concorso. 
Nel 1991 viene assegnato eccezionalmente solo in campo maschile. 

## Albo d'oro

### Prix du second rôle féminin
- 1979: / Eva Mattes - Woyzeck
- 1980
  -  Milena Dravić - Poseban tretman
  -  Carla Gravina - La terrazza
- 1981:  Elena Solovey - Faktas

### Prix du second rôle masculin
- 1979:  Stefano Madia - Caro papà
- 1980:  Jack Thompson - Esecuzione di un eroe ('Breaker' Morant)
- 1981:  Ian Holm - Momenti di gloria (Chariots of Fire)
- 1991:  Samuel L. Jackson - Jungle Fever